# Casino Kid
Casino Kid é um videojogo de casino lançado em 1989 para NES. Ele foi publicado e desenvolvido pela Sofel. No Japão, o jogo foi lançado como $1,000,000 Kid: Maboroshi no Teiou Hen (100万＄キッド 幻の帝王編) (100万＄キッド 幻の帝王編, $1,000,000 Kid: Maboroshi no Teiou Hen) e é baseado no mangá da série de us$1.000.000 Kid de Yuki Ishigaki.

## Resumo
Casino Kid tem lugar na cidade fictícia de Lost Wages (a versão Japonesa usa a cidade de Las Vegas, Nevada, EUA), onde o objetivo é ganhar muito dinheiro e para derrotar o malvado Rei do Casino. Jogos no casino incluem blackjack e five-card draw poker. Máquinas de slots e roleta foram omitidos na versão Norte-Americana. Enquanto a versão Norte-Americana utiliza a paródia nomes para Las Vegas/Lost Wages casino, a versão Japonesa usa o nome Golden Nugget. 
Na versão Japonesa, é possível viajar para outros casinos, como Nova York e Japão, para uma grande passagem aérea. Os jogadores podem, essencialmente, personalizar o jogo na versão Japonesa, colocando em seu próprio nome. Casino Kid tem cabelo azul na versão Japonesa e cabelos loiros na versão Norte-Americana.